# Lago Stolp
El lago Stolp (en alemán: Stolpsee) es un lago situado al norte de la ciudad de Berlín, en el distrito rural de Alto Havel —junto a la frontera con el estado de Mecklemburgo-Pomerania Occidental—, en el estado de Brandeburgo (Alemania), a una elevación de 52 metros; tiene un área de 371 hectáreas.
El lago es atravesado por el navegable río Havel, proveniente del lago Schwedt y en dirección hacia el lago Tegeler.